# 内野滋雄
内野 滋雄（うちの しげお）は日本の解剖学者、医師、医学博士。東京医科大学名誉教授。専門は解剖学、リンパ学、免疫学。

## 来歴
府立高等学校尋常科、東京都立大学附属高等学校を卒業。東京医科大学大学院を修了後、1977年～97年に東京医科大学第一解剖学教室教授を務め、リンパ学や免疫学などの研究に寄与する。1992年～96年には日本解剖学会理事長に就任する。1962年に論文『日本人新生児の断面解剖』で医学博士（東京医科大学）を取得した。東京医科大学名誉教授として退任後は、臨床福祉専門学校校長として医療・福祉分野の人材の育成に当たる。また、社会福祉法人三徳会理事長として内野医院代表などを務め、敬心福祉会、福栄会理事や財団法人日本篤志献体協会理事長としても活動した。
その他に日本リンパ学会名誉会員、美術解剖学会顧問や東京医科大学評議員・議長などを歴任し、東京都立大学附属高等学校の初代および改編時の同窓会会長として母校の発展に尽力した。
2011年秋の叙勲で瑞宝小綬褒章を授与された。

## 著書
- 『解剖学要説』（共著、佐野幹、医歯薬出版、1964年）
- 『黄体におけるリンパ管の生成ならびに退行過程の研究』（文部省科学研究費補助金研究成果報告書、東京医科大学、1985-86年）
- 『リンパ管の微細構造と微細分布』（文部省科学研究費補助金研究成果報告書、東京医科大学、1988-89年）
- 『コアテキスト組織学』（共著、石川博ほか、広川書店、1989年/1994）
- 『コメディカルの解剖学』（編集、嶋井和世・長戸康和、廣川書店、1996年）
- 『リンパ管：形態・機能・発生』（共著、大谷修・加藤征治、西村書店、1997年）

### 訳書
- 『ヴォルフ人体解剖学アトラス』（監訳、H.F.Frickほか、西村書店、1993年/新装版、2001年）